# Pennkjol

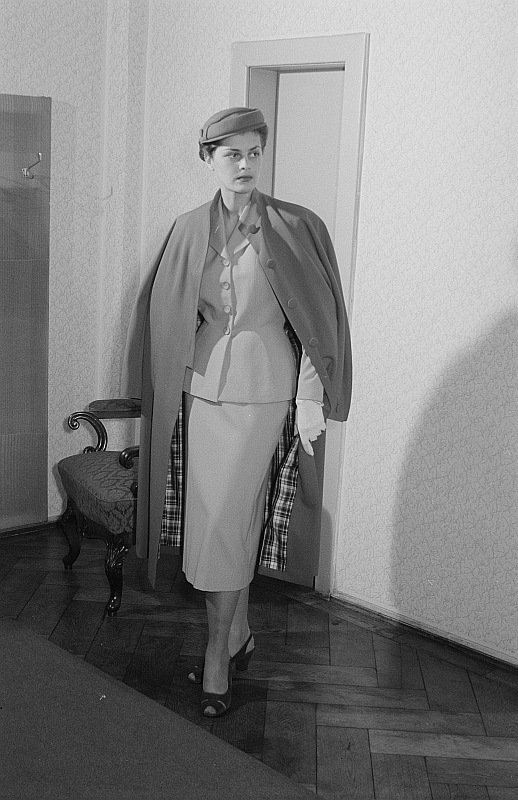
Dräkt med pennkjol från 1954.

Pennkjol betecknar en rak, oftast knälång, kjol utan volym. Pennkjolar har oftast gångveck, slits eller sprund i sid- eller baksöm.
Kjolen introducerades i slutet av 1940-talet av Christian Dior.